# Sandra Leto
Sandra Leto, född 29 november 1980, är en svensk sångerska från Björklinge. Hon gick danslinjen på Bolandsskolan i Uppsala. Hon har också varit medlem i popgruppen Supernatural, detta efter att hon vann en plats i gruppen efter tävlan i talangprogrammet Popstars som sändes på Kanal 5.